# Plaza del Centro
La plaza del Centro (en catalán: plaça del Centre) se encuentra en la ciudad de Barcelona (España).
La plaza del Centro se encuentra entre la avenida de Madrid y la calle de Berlín. En los lados está limitada por la calle del Vallespir y la calle de los Condes de Bell Lloc.
En la plaza del Centro se encuentra la estación de Plaza del Centro correspondiente a la línea 3 del Metro de Barcelona.
Como dato curioso, la plaza del Centro está dividida por dos distritos:
- En el lado con numeración par de la plaza los edificios corresponden al distrito de Sants-Montjuïc.
- En el lado con numeración impar de la plaza los edificios corresponden al distrito de Les Corts.

Los edificios de la plaza del Centro se caracterizan por ser de gran antigüedad (algunos superan los 100 años) y muchos de ellos no cuentan con ascensor a pesar de tener en muchas ocasiones 6 o más plantas). Un ejemplo de ello es el edificio ubicado en el número 4, data del año 1926, contando con 5 plantas de viviendas y sin contar con un ascensor.